# Samia Rhaiem
Samia Rhaiem (arabe : سامية رحيّم) est une actrice tunisienne.

## Cinéma

### Longs métrages
- 1995 : La Danse du feu de Salma Baccar
- 1998 : Demain, je brûle de Mohamed Ben Smaïl (ar)
- 2002 : La Boîte magique de Ridha Béhi
- 2004 : La Villa de Mohamed Damak
- 2006 : Fleur d'oubli de Salma Baccar
- 2010 : Le Fil de Mehdi Ben Attia : Raja
- 2015 : Horra (Libre) de Moez Kamoun (ar)
- 2017 :
  - L'Amour des hommes de Mehdi Ben Attia
  -  El Jaida de Salma Baccar

### Courts métrages
- 1998 : Le Festin de Mohamed Damak
- 1999 : Avril de Raja Amari
- 2012 :
  - Case départ de Karim Belhadj
  - Bousculade du 9 avril 1938 de Tarak Khalladi et Sawssen Saya

## Télévision
- 1996-1997 : El Khottab Al Bab de Slaheddine Essid : Safiya Tehifa
- 2001 : Dhafayer de Habib Mselmani
- 2002 : Gamret Sidi Mahrous de Slaheddine Essid : Marcelle Pascalini-Souilah
- 2005 : Chaâbane fi Ramadhane de Salma Baccar : Jamila
- 2007 : Kamanjet Sallema de Hamadi Arafa : Akila Abdelmaksoud
- 2008-2009 : Maktoub (saisons 1-2) de Sami Fehri : Camilia Abd El Hak
- 2009-2010 : Njoum Ellil (saisons 1-2) de Madih Belaïd : Alia
- 2013 : Layem de Khaled Barsaoui
- 2014 : Talaa Wala Habet de Majdi Smiri : Lilia
- 2015 : Naouret El Hawa (saison 2) de Madih Belaïd : Beya Ben Abdallah
- 2017-2018 : Jnoun El Qayla (ar) d'Amine Chiboub : Fatma
- 2018 : Tej El Hadhra de Sami Fehri : Lella Beya Aicha
- 2019-2021 : Machair de Muhammet Gök : Mère de Taher Yahia
- 2021 : Ken Ya Makenech (saison 1) d'Abdelhamid Bouchnak : Cendrillon
- 2021-2022 : El Foundou de Saoussen Jemni : Lella Mannena